# 道徳的懐疑主義
倫理学でいう懐疑主義は
1. 善悪、道徳に関して断定的な主張をしない態度。この意味の場合は主観主義（善悪は存在してもそれはそう思っているだけであって客観的なものではないとする）や相対主義（場合によって複数の善悪がありうるとする）や虚無主義（善悪は存在しないとする）とは別のものである。
2. 善悪、道徳は客観的な存在であるという主張（絶対主義）に反対したり疑念を持ったりする立場。この意味では主観主義、相対主義、虚無主義などの併称である。